# Histoire du pied et autres fantaisies
 (février 2017).
Si vous disposez d'ouvrages ou d'articles de référence ou si vous connaissez des sites web de qualité traitant du thème abordé ici, merci de compléter l'article en donnant les références utiles à sa vérifiabilité et en les liant à la section « Notes et références ».
Histoire du pied et autres fantaisies est un recueil de nouvelles de J. M. G. Le Clézio, paru le 27 octobre 2011 aux éditions Gallimard.

## Éditions
- J. M. G. Le Clézio, Histoire du pied et autres fantaisies, éditions Gallimard, Paris, 2011, 352 p.,  (ISBN 9782070136346), (BNF 42558453).